# Ziekte van Brill-Zinsser
De ziekte van Brill-Zinsser is een opflakkering van vlektyfus bij iemand die deze ziekte lang geleden eerder heeft gehad en het veroorzakende micro-organisme (Rickettsia prozaweki) nooit helemaal uit zijn lichaam heeft geëlimineerd. De symptomen komen overeen met de oorspronkelijke ziekte maar verlopen meestal milder en er is geen besmettingsbron aanwijsbaar. De situatie is enigszins vergelijkbaar met de relatie tussen waterpokken en gordelroos.